# Lijst van voetbalinterlands Bosnië en Herzegovina - Oezbekistan
Deze lijst van voetbalinterlands is een overzicht van alle officiële voetbalwedstrijden tussen de nationale teams van Bosnië en Herzegovina en Oezbekistan. De landen speelden tot op heden twee keer tegen elkaar. De eerste ontmoeting, een vriendschappelijke wedstrijd, werd gespeeld in Kuala Lumpur (Maleisië) op 30 juni 2001. Het laatste duel, eveneens een vriendschappelijke wedstrijd, vond plaats op 1 juni 2009 in Tasjkent.

## Wedstrijden
| № | Plaats       | Datum        | Competitie        | Wedstrijd                           | Uitslag |
| - | ------------ | ------------ | ----------------- | ----------------------------------- | ------- |
| 1 | Kuala Lumpur | 30 juni 2001 | Vriendschappelijk | Oezbekistan – Bosnië en Herzegovina | 2 – 1   |
| 2 | Tasjkent     | 1 juni 2009  | Vriendschappelijk | Oezbekistan – Bosnië en Herzegovina | 0 – 0   |

## Samenvatting
| Competitie        | Totaal gespeeld | Winst Bosnië en Her. | Gelijk | Winst Oezbekistan | Doelsaldo Bosnië en Her. – Oezbekistan |
| ----------------- | --------------- | -------------------- | ------ | ----------------- | -------------------------------------- |
| Vriendschappelijk | 2               | 0                    | 1      | 1                 | 1 − 2                                  |
| Totaal            | 2               | 0                    | 1      | 1                 | 1 − 2                                  |

Wedstrijden bepaald door strafschoppen worden, in lijn met de FIFA, als een gelijkspel gerekend.

## Details

### Eerste ontmoeting
| Vriendschappelijk (Kuala Lumpur, Maleisië, 30 juni 2001): |              | |
| Oezbekistan | 2 – 1        | Bosnië en Herzegovina |
| Leonid Koshelev 83' Bakhtiyor Hamidullaev 119' | goals        | 90+1' Velimir Brašnić |
| Vladimir Salkov | bondscoach   | Husnija Arapović |
| Evgene Safonov Bakhityor Ashurmatov Oleg Sabirov ??' Asror Alikulov Aleksey Klikunov ??' Bakhodir Seytkamalov Alexander Khvostunov Anvarjon Soliev ??' Bakhityor Hamidullaev Andrey Vlasichev Faiza Davletov | opstellingen | Romeo Mitrović 46' Saša Papac Jasmin Hurić Mirsad Bešlija Srđan Pecelj 75' Denis Karić Enes Mešanović 60' Nedim Halilović Velimir Brašnić Dalibor Šilić Almin Kulenović |
| Bahadir Annamatov ??' Leonid Koshelev ??' Rashidjon Gafurov ??' | wissels      | 46' Emir Granov 60' Amar Ferhatović 75' Safet Nadarević |
| Bakhityor Ashurmatov 10' Anvarjon Soliev 17' Asror Alikulov 54' Rashidjon Gafurov 87' | gele kaarten | 13' Almin Kulenović 64' Safet Nadarević |
| Bakhtier Ashurmatov 61' | rode kaarten | 61' Mirsad Bešlija 84' Srđan Pecelj |

### Tweede ontmoeting
| Vriendschappelijk (Tasjkent, Oezbekistan, 1 juni 2009): |              | |
| Oezbekistan | 0 – 0        | Bosnië en Herzegovina |
| | goals        | |
| Mirjalol Qosimov | bondscoach   | Miroslav Blažević |
| Temur Juraev Anzur Ismailov Kamoliddin Tadjiev 86' Ilhomjon Suyunov 71' Hamza Karimov Jansur Hasanov 56' Server Djeparov Timur Kapadze 88' Stanislav Andreev 46' Odil Akhmedov 46' Farhod Tadjiyev 80' | opstellingen | Nemanja Supić Elvir Čolić 69' Elmir Kuduzović Velibor Vasilić Emir Spahić Ilija Prodanović Sanel Jahić Vlastimir Jovanović 80' Velibor Đurić 90' Alen Škoro 46' Emir Hadžić |
| Azizbek Haydarov 46' Shakhboz Erkinov 46' Sakhob Jurayev 56' Marat Bikmaev 71' Anvarjon Solyiev 80' Islom Tuhtahujaev 86' Sherzodbek Karimov 88'                                                       | wissels      | 46' Jarmo Ahjupera 56' Dmitri Kruglov 46' Jarmo Ahjupera 56' Dmitri Kruglov                                                                                                 |
| Shakhboz Erkinov 56' Sakhob Juraev 66' | gele kaarten | 52' Emir Spahić 81' Velibor Đurić |

N/FS BiH · A-internationals · Bondscoaches · Statistieken · Bosnisch vrouwenelftal · Bosnië U23 · Bosnië U21 · Bosnië U19 · Bosnië U18 · Bosnië U17 · Bosnië U16
1995 – 1999 ·
2000 – 2009 ·
2010 – 2019 ·
2020 − 2029
WK 2014
1995 · 
1996 · 
1997 · 
1998 · 
1999 · 
2000 · 
2001 · 
2002 · 
2003 · 
2004 · 
2005 · 
2006 · 
2007 · 
2008 · 
2009 · 
2010 · 
2011 · 
2012 · 
2013 · 
2014 · 
2015 · 
2016 · 
2017 · 
2018 ·
2019 ·
2020 ·
2021 ·
2022 ·
2023 ·
2024
Albanië ·
Algerije ·
Andorra ·
Argentinië ·
Armenië ·
Azerbeidzjan ·
Bahrein ·
Bangladesh ·
België ·
Brazilië · 
Bulgarije ·
Chili ·
China ·
Costa Rica ·
Cyprus ·
Denemarken ·
Duitsland ·
Egypte ·
Engeland ·
Estland ·
Faeröer ·
Finland ·
Frankrijk ·
Georgië ·
Ghana ·
Gibraltar ·
Griekenland ·
Hongarije ·
Ierland · 
IJsland ·
Indonesië ·
Iran ·
Israël ·
Italië ·
Ivoorkust ·
Japan ·
Joegoslavië · 
Jordanië ·
Kazachstan ·
Koeweit ·
Kroatië ·
Letland ·
Liechtenstein ·
Litouwen ·
Luxemburg ·
Maleisië ·
Malta ·
Mexico ·
Moldavië ·
Montenegro ·
Nederland ·
Nigeria ·
Noord-Ierland ·
Noord-Macedonië ·
Noorwegen ·
Oekraïne ·
Oezbekistan ·
Oman ·
Oostenrijk ·
Paraguay ·
Polen ·
Portugal ·
Qatar ·
Roemenië ·
San Marino ·
Schotland ·
Senegal ·
Servië en Montenegro ·
Slovenië ·
Slowakije ·
Spanje ·
Tsjechië ·
Tunesië · 
Turkije ·
Verenigde Staten · 
Vietnam ·
Wales ·
Wit-Rusland ·
Zimbabwe ·
Zuid-Korea ·
Zweden ·
Zwitserland
Argentinië (2014) ·
Iran (2014) ·
Nigeria (2014)
UFF · A-internationals · Bondscoaches · Statistieken · Oezbeeks vrouwenelftal · Olympisch elftal · Oezbekistan U21 · Oezbekistan U20 · Oezbekistan U19 · Oezbekistan U18 · Oezbekistan U17
1990 – 1999 ·
2000 – 2009 ·
2010 – 2019 ·
2020 – 2029 ·
1994 · 
1995 · 
1996 · 
1997 · 
1998 · 
1999 · 
2000 · 
2001 · 
2002 · 
2003 · 
2004 · 
2005 · 
2006 · 
2007 · 
2008 · 
2009 · 
2010 · 
2011 · 
2012 · 
2013 · 
2014 ·
2015 ·
2016 ·
2017 ·
2018 ·
2019 ·
2020 ·
2021 ·
2022 ·
2023
Albanië ·
Armenië ·
Australië ·
Azerbeidzjan ·
Bahrein ·
Bangladesh ·
Bolivia ·
Bosnië en Herzegovina ·
Burkina Faso ·
Cambodja ·
Canada ·
China ·
Costa Rica ·
Estland ·
Filipijnen ·
Georgië ·
Hongkong ·
India ·
Indonesië ·
Irak ·
Iran ·
Israël ·
Japan ·
Jemen ·
Jordanië ·
Kameroen ·
Kazachstan ·
Kirgizië ·
Koeweit ·
Letland ·
Libanon ·
Malediven ·
Maleisië ·
Marokko ·
Mexico ·
Mongolië ·
Montenegro ·
Nieuw-Zeeland ·
Nigeria ·
Noord-Korea ·
Oeganda ·
Oekraïne ·
Oman ·
Palestina ·
Qatar ·
Rusland ·
Saoedi-Arabië ·
Senegal ·
Singapore ·
Slowakije ·
Sri Lanka ·
Syrië ·
Tadzjikistan ·
Taiwan ·
Thailand ·
Turkije ·
Turkmenistan ·
Uruguay ·
Venezuela ·
Verenigde Arabische Emiraten ·
Verenigde Staten ·
Vietnam ·
Wit-Rusland ·
Zuid-Korea ·
Zuid-Soedan ·
Zweden